# Sibolga
Sibolga è una città dell'Indonesia, situata nella provincia di Sumatra Settentrionale.